# Кавалерійська тактика
Протягом більшої частини своєї історії люди використовували різні форми кінноти для ведення воєн. Таким чином кавалерійська тактика розвивалася протягом довгого часу. Історично склалося, що основними тактичними перевагами кінноти над піхотним військом є такі: більша мобільність, завдання сильнішого урону і вища позиція над полем бою.

## Предтеча

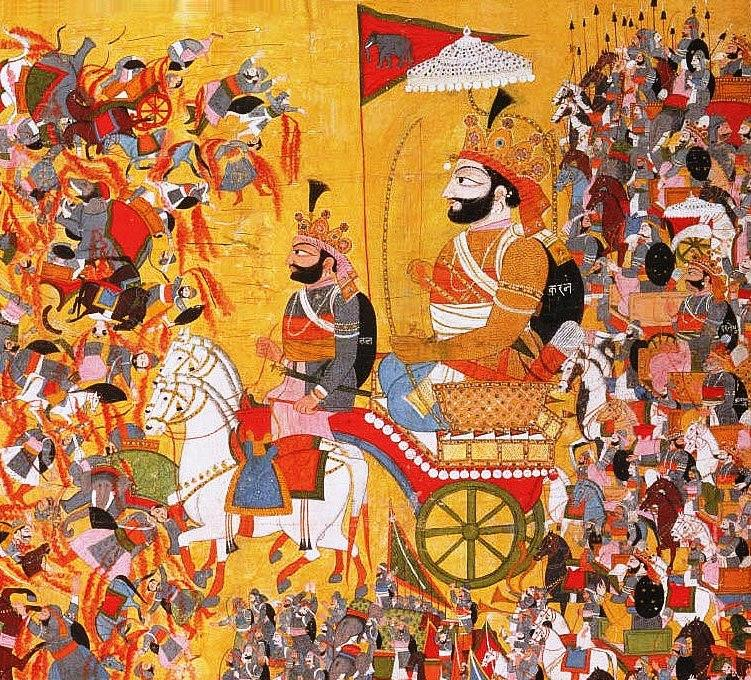
Карна в бою, бл. X—XIII ст. до н. д.

Історичні документи свідчать, що тактика колісниць хронологічно передують методам уживання бойового коня. Колісниці були найдавнішим видом військової техніки взагалі, а також використовувалися обрядах, ритуалах і в Олімпійських іграх. Як свідчать зображення на штандарті з Ура, колісниці-вози з суцільними колесами існували вже близько XXVI століття до нашої ери. На стоянці Криве озеро, що належить до синташтинської культури, виявлена бойова колісниця, датована по кістках коня 2026 роком до н. е. Таким чином, носії синташтинської культури використовували першіколісниці в історії, що збереглися.
Для створення бойових колісниць були потрібні дві іновації: приручення коня і винахід легких коліс зі спицями, що дозволило створювати швидкохідні вози.
Найранішим варіантом «бойової колісниці» був транспортний візок-арсенал, що возив на полі бою за командиром і найкращими (найбагатшими) воїнами. Досить швидко «прото-колісничі» оцінили переваги пересування на полі бою всередині візка: при цьому візничі-щитоносці вели коней за упряж, ідучи пішки. У момент рукопашної сутички колісничі тримали возика біля місця бою і подавали своїм «героям» нове озброєння замість поламаного: мідний меч чи спис, камінь, нетверде дерево легко ламалися. Із часом, для підвищення мобільності, візничих також почали саджати в кузови упряжок. Це була перша функція бойових колісниць — транспортна.
Одночасно з транспортно-маневреною функцією у нового роду зброї з'явилася й друга: при зближенні з супротивником воїни з кузовів упряжок могли метати дротики і стріляти з лука (в Месопотамії цього періоду лук був вкрай рідкісною зброєю, і лише після винаходу аккадського трикутного лука це зброя стала вельми масовою). Іншими словами, упряжка стала «рухомою вогневою точкою», «тачанкою».
Тоді ж, напевно, з'явилася і третя функція бойових колісниць — ударна. Відомо, що в середині III тис. до н. е. вона ефективно протистояла формації, відомій як месопотамська протофаланга. Ударні колісниці мали двомісний кузов і були двовісними, на відміну від більш ранніх одновісних. Вони включали такий характерний елемент конструкції, як високий щит, який захищав спереду екіпаж із двох чоловік. До колісниці кріпилася коробка з запасом дротиків.

Зображення шумерської ударної колісниці, Штандарт із Ура, бл. 2500 до н. е.

Основною зброєю цієї колісниці був не воїн, а дишло і копита тварин. Хоча ця колісниця і не могла ще розвинути високу швидкість, удар по досить щільному піхотному строю перекидав його. Після встановлення в XXIII в. до н. е., у зв'язку зі зміною структури армії в Межиріччі, головними функціями бойових упряжок стали стрілецька і транспортна.
Колісниці зі спицями на колесах (класичні колісниці) замість колісниць із цільнодисковими колесами з'являються у ранніх індоєвропейців, які кочували на території півдня сучасної України. Саме з цієї степової зони вони поширилися по всьому світові — у Європі, Мітанні і Китаї. Найраніші класичні колісниці було виявлено в похованнях індоєвропейських племен на території нинішнього Південного Уралу. Арії ховали своїх воїнів разом з кіньми прямо в колісницях.
Розвиток колісниць як виду зброї на довгий час перервала перевага їзди верхи. Здатність вершника перетинати складну місцевість, так само як і більша маневровість і швидкість пересування вершника — ось фактори, які визначили переміну. Вершники поступово витіснили легкі колісниці. Лише у кельтському війську легкі колісниці (essedum) переважали серед кавалерії завдяки їх здатності транспортувати важкоброньованих воїнів, а також як мобільні командні платформи. Іронічно, що римська маломаневровна важка піхота перервала цю традицію.

## Їзда і бій верхи
Спочатку було прийнято вважати, що цілком неефективно використовувати зброю при їзді верхи, натомість використовували коня як транспорт. «Верхова піхота» їхала до поля бою і там спішувалася до бою. Протягом довгого часу вершники і колісниці виконували одні й ті ж функції: транспорт.
Перші відомості про верхового воїна ми знаходимо у іранських народів як кінних лучників, які з'являються в ассирійських згадках 9-го століття до н. е.

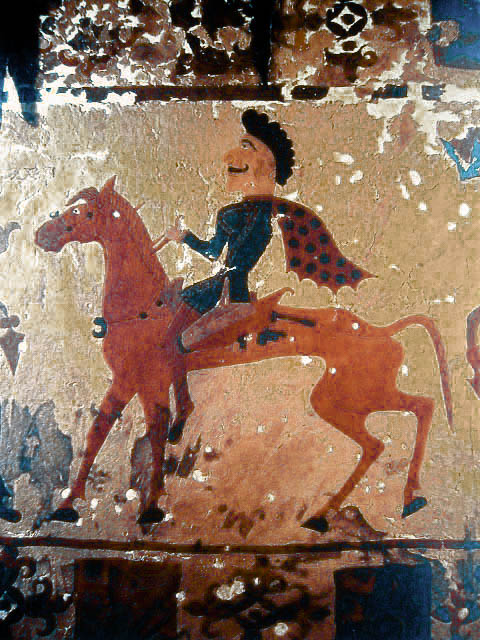
Скіфський вершник, Пазирик, частинка килима, (300-й р. до н. е.)

монгольські війська включали бурятських лучників, щоб закидати ворогів стрілами з безпечної відстані. Прицілюватися верхи було легше, чим на колісниці, яка трясеться. Пастухи, що полювали звіра верхи, з'ясували: найкраща мить для пострілу є тоді, коли всі копита коня були в повітрі. Тим не менше, лучник на колісниці міг потенційно міг використовувати довгий і тугий піхотний лук, тоді як вершник мусив користуватися коротким.

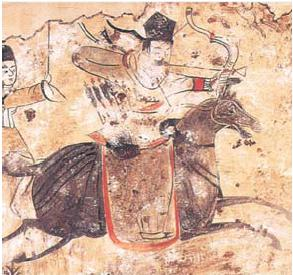
Монгольський кінний лучник (4 ст. н. е.)

Дротики як потужну зброю дистанційного бою вершники почали застосовувати у багатьох арміях світу. Таку зброю досить легко застосовувати верхи, незважаючи на те, що іще не було винайдено ні стремен, ні сідел. Швидкість бігу коня додавалася до швидкості від сильного кидка дротика — тому удар при влучанні дротика у ціль був дуже сильним. Вершник міг возити із собою від двох до десяти дротиків, залежно від маси зброї. Метання дротиків відбувалося на значно меншу відстань, аніж метання стріли з композитного лука, та часто дротикам таки надавали перевагу. З огляду на значну масу снаряда, він мав досить високу пробивну здатність стосовно броньованих цілей; окрім того, дротик частіше завдавав важких ран супротивнику, аніж стріли. Дротиками користувалися і легка, і важка кіннота, наприклад, нумідійська і монгольська легка кіннота і важкікатафрактарії, кельтська кіннота і кавалерія мамелюків під час Хрестових походів. Тренування кельтських вершників скопіювали собі римські еквіти. Значимим умінням, яке було запозичено у кельтів, було метання дротика у повороті назад, подібно до парфянського пострілу (прийом парфянського кінного лучника).
Ранні сідла (чепраки не мали попруги; також вони не були достатньо високими, щоб забезпечити маневр стрімкого наскоку конем (англ. charge) у повну силу. Сариси, копіє і, найчастіше, кавалерійські списи замість того застосовували як метальну і рубаючу зброю з обмеженою можливістю удару. Стремена і остроги поліпшили здатність вершників діяти швидко і надійно в рукопашному бою і здійснювати маневр, що вимагає спритності коня.
Спритність вершника на коні — це одна із найважливіших характеристик, яку високо цінували в легкій кавалерії: це було необхідно, аби стріляти із лука і битися в будь-якому напрямі. Люди того часу вважали стремена і шпори засобом, який тільки шкодить цим цілям. Андалузькі легкі кавалеристи, наприклад, відмовлялися вживати їх аж до XII століття, так само їх не використовували балтські туркополи з Тевтонського ордену у Битві при Легниці (1241).
Прикладом успішного застосування поєднання різних родів військ і ефективності кінноти слугують середньовічні монголи. Для цих вершників було характерним застосовувати стремена: стрілець ставав у стременах, коли здійснював постріл. Це нововведення дозволило монголам використовувати більший і тугіший кавалерійський лук, аніж в будь-кого з їхніх ворогів.

### Тактика легкої і середньої кавалерії з використанням луків
Групи кінних лучників можуть накривати стрілами ворожі війська із значної відстані й ніколи не сходилися з ворогом у рукопашній. Повільніший ворог, без наявності у нього ефективної далекобійної зброї, мавь мало шансів протистояти таким кінним лучникам. Таким способом кавалерія Парфянської імперії знищила війська Красса (53 рік д.н. е.) у Битві при Каррах. Угорські кінні лучники, які вторгалися у Східно-Центральну Європу в 9-му і 10-му століттях, сіяли жах у Західній і Східній Франції; Моденська молитва звучить так: de sagittis Hungarorum libera nos, domine («Господи, відведи від нас стріли угрів!»)

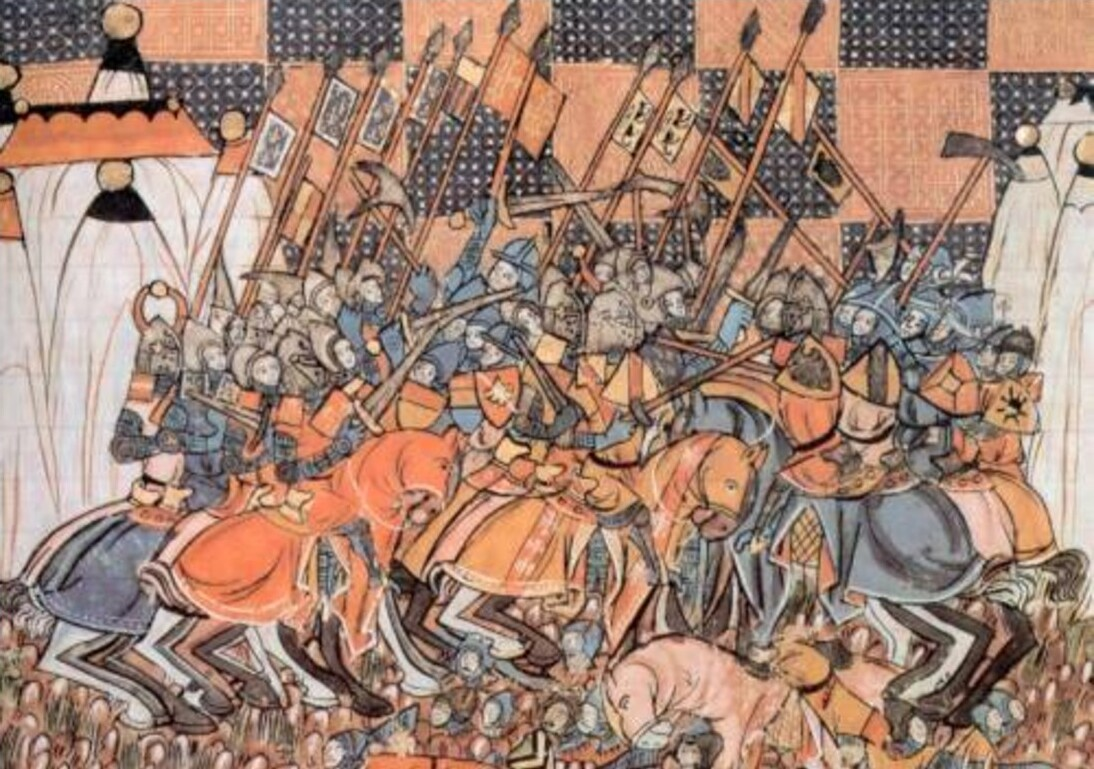
Битва при Дорилеї 1097 р.

Іншим досить популярним тактичним прийомом був так званий прийом «стрільба градом» (англ. shower shooting, ~ «злива стріл»).
Сасанідські перси і Мамелюки уперше запропонували цю ідею, пізніше мусульманська кавалерія в Індії також використала цю тактику. Тактика передбачала формування тісної маси важкоброньованих вершників (часто на броньованих конях), які стояли на місці чи рухалися узгоджено повільно уперед за в лінію — при цьому швидко і неприцільно випускали стрілу за стрілою. Висока швидкість стрільби (менші інтервали між пострілами) досягалася за рахунок неповного розтягування лука. Іншим способом збільшення щільності обстрілу було тримання кількох стріл на тятиві при стрільбі. Така техніка вела до жертвуванням дальністю, точністю, пробивною здатістю пострілів — натомість забезпечувалась висока щільність обстрілу. І хоч броньовану ціль таким способом уразити було важко — проте шанс на влучання у незахищену ділянку. Цей прийом був надзвичайно ефективний проти нестійких духом ворогів, які лякалися вигляду хмарища стріл, що летіло прямо на них; однак, броньовані, дисципліновані і досвідчені воїни часто могли протриматися під шквальним вогнем, принаймні тимчасово. Прокопій Кесарійський у спогадах про війни Велізарія проти Сасанідів згадує, що візантійські кінні лучники сходилася у поєдинках проти перських кінних лучників. Він вказує, що візантійці зневажали перські обстріли «градом»; натомість вони віддавали перевагу потратити час на повне натягування своїх луків і прицільному влучанню в персів своїми важкими, повільними бронебійними стрілами.
Великою слабкістю кінних лучників було те, що їм потрібний простір: щоб маневрувати, ухилятися чи втікати від ворога; ба навіть для використання лука потрібно застосовувати «розсипаний стрій», а не діяти у щільних групах. Другою серйозною вадою був брак бронювання (у порівнянні з тогочасною важкою кавалерією): для ефективного використання лука потрібно, щоб обладунки не стримували рухів лучника; рукопашна сутичка із важкою кіннотою, як правило, завжди плачевно закінчувалася для кінних лучників. Більше того: кінні лучники пристосовані для бою на відкритих місцевостях — і зовсім не пристосовані для здійснення облог. Ця проблема навіть спіткала монголів, хто не зміг перезахопити Угорщину в 1280-му році, коли угри почали звертати більше уваги на важку кінноту західноєвропейського зразка і будівництву замків. Щоб отримати хороші кінні підрозділи, полководець мав забезапечити підрозділи посиленим тренуванням і дуже хорошими кіньми. Багато народів, які використовували таку форму класичної кінноти (як угорці і монголи], практично ждилди у сідлі.
Битва при Дорилеї (1097) в часи Першого хрестового походу показує переваги і недоліки кінних лучників; групи кінних лучників турків-сельджуків султана Килич-Апслана І-го оточили армію хрестоносців і почали стріляти в них на відстані. Раптом прибуло підкріплення під командуванням Готфріда Болонського, і сельджуки самі опинилися в оточенні. Вони більше не могли ухилятися від удару важкої кінноти чи втекти — а тому їх було знищено у ближньому бою. Поразка сельджуків в Дорилеї була настільки приголомшлива і повним, що хрестоносці потім перетнули Анатолію практично безперешкодно.

### Тактика важкої кінноти з використанням копій

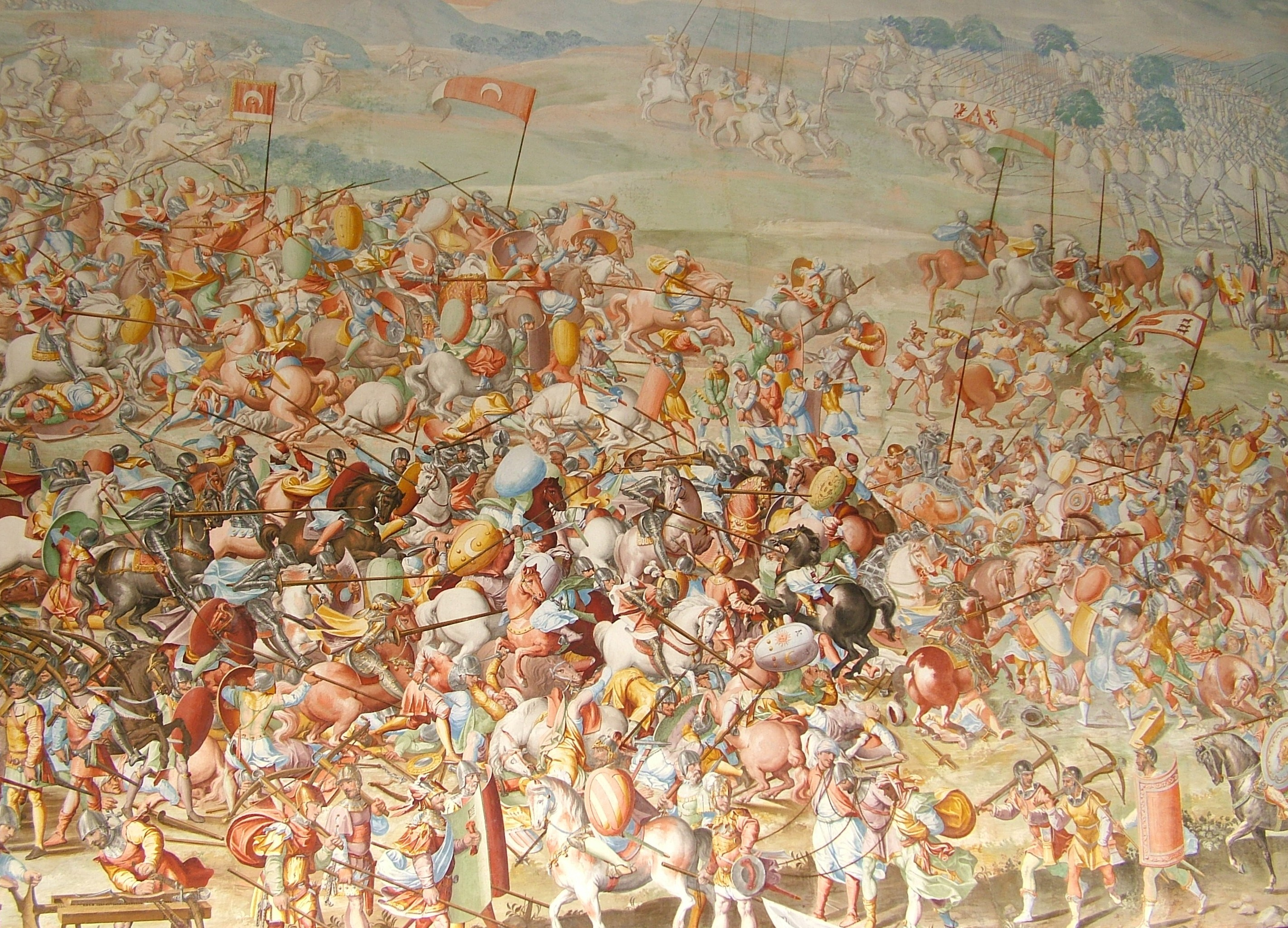
Битва біля Ігеруели (1431) між Хуаном II Кастильським і Мухаммадом IX, насрідським султаном Гранади

Середньовічні європейські лицарі мали цілу низку тактичних прийомів, завдяки чому вони були грізною силою свого часу. завдяки умінню застосовувати шок-тактику при нагоді; проте завжди у формації з кількох лицарів, а не індивідуально. Для захисту чи рукопашного бою вершники ставали в лінію так щільно одне до одного, як лише було можливо. Це убезпечувало лицарів від раптових стрімких атак ворога (англ. charging: прийом, що мав на меті вибити лицаря з сідла чи перекинути коня) і також не давало оточити кожного лицаря окремо. Своїми важкими, одягненими в броню кіньми лицарі робили стрімкі наскоки на ворога, часто перекидаючи стрій піхотинців, прориваючи їхні лави і топчучи збитих на землю ворогів. Найстрашнішими такі раптові наскоки були проти нещільного строю піхоти. Цю атаку підтримували одночасно чи трохи раніше залпи кінних лучників чи арбалетників. Атака починалася з відстані близько 350 метрів і тривала 15-20 секунд, щоб подолати відстань ефективного ураження тогочасної далекобійної зброї. Найважливішим елементом (і найтяжче здійснюваним) було утримати лінію атаки під час прискорення і набрання найвищої швидкості вершниками вь момент удару. Часто лицарі атакували кількома хвилями — найперша із них була найкраще спорядженою і броньованою. Копіє як основна зброя лицаря призначалося для пронизування ворога. Лицар на повному скаку опускав копіє і затискав його під пахвою; якщо воно влучало в піхотинця — то часто солдат не гинув, а відлітав назад від потужного імпульсу, збиваючи з ніг кількох своїх товаришів; у деяких випадках спис навіть нанизував переднього піхотинця і вбивав чи ранив одного чи кількох солдат за ним.
Важкі копія відкидали геть щойно після ужитку: після удару воно, як правило, ламалося і, до того ж, був задовгим і заважким для ближнього бою. Битву продовжували з близької відстані допоміжною зброєю, наприклад: мечем, сокирою, булавою, кістенем, келепом тощо. Після того, як ударний порив бойового засобу «важкий кінний вершник» вичерпувався (коли кінь припиняв біг або лицар проскакував позицію ворога) — лицарям треба було перегрупуватися у щільну формацію, яку описано було раніше. Якщо місцевість була відповідна, а обладнання було високоякісним, до того ж коні були витривалими й вершики мали високу мораль і надзвичайну доблесть — то раптовий удар (charge) такої групи важких кавалеристів (теоретично) легко міг розтрощити і щільний стрій важкої піхоти. Щоправда, таке припущення є справедливим для Раннього Середньовіччя із упослідженою роллю піхоти: шотландський шилтрон, давньоруська стіна чи швейцарська баталія поклали край такого роду теоретизуванням.
Перси розгортали бойові шикування катафрактаріїв у змішаних формаціях із легкими кінними лучниками в задніх рядах, що підтримували свою важку кінноту стрілами.
 Монгольська важка кавалерія вдосконалила ефект раптового наскоку (англ. charging effect) шляхом прикріплення до копій гаків — щоби стягувати ворогів із сідел, коли монгол проскакував повз ворожого вершника. Зазвичай для удару на ворога застосовували шикування важкої кінноти у дві лінії. Атакуючі лінії важкої кавалерії підтримували три лінії легкої кінноти: вони здійснювали швидкі наскоки впритул на ворожий стрій, випускаючи важкі бронебійні стріли. Китайська кіннота і самураї часто використовували древкову зброю. Обидві армії застосовували свою основну зброю у дворучний азійський спосіб. Ця тактика важкої кінноти була надзвичайно ефективною, проте залежала від типу місцевості на полі битви.
Сучасні історики визнають, що більшість лицарів під час середньовічних воєн билися пішо. Лише за ідеальних умов місцевості і за підтримки підрозділів далекобійної зброї — лицарі билися верхи. Якщо ворожі комбатанти були озброєні древковою зброєю і шикувалися у щільні формації — пряма атака верхи не можлива була без важких втрат. Простим рішенням проблеми для лицарів виявилося спішитися, як робили це шотландські лицарі, посилюючи таким чином піхотні шилтрони або у англійському варіанті — комбінації лучників і спішених лицарів під час Столітньої війни. Іншим способом було імітація атаки з розворотом і відступом перед ворожими порядками. Це спонукало багатьох піхотинців кидатися навздогін «відступаючим», залишаючи шикування. У цьому випадку кіннотники поверталися чолом до ворога і атакували розсіяні порядки піхоти. Таку тактику застосували, наприклад, під час Битви при Гастінгсі (1066).
Наступним удосконаленням стало застосування добре озброєної піхоти як резерву під час битви вершників-лицарів між собою. Адже у Середньовіччі піхота як представники непривілейованої страти суспільства або найманці не була добре озброєною і відігравала другорядну роль на полі бою. Ця нова тактика виявилася ефективною з кількох причин. Після певного часу битви між кінними лицарями, сама битва часто розпадалася на кілька незалежних ділянок, де лицарі з'ясовували між собою стосунки. Між кількома кінними групами лицарів, що лишилися у сідлі, виникали проміжки; до того ж самі групи лицарів швидко виснажувалися, бо були важко озброєні і мали важку ударну зброю (сокири, келепи, ціпи, мечі і важкі клепані залізом щити). Отож, раптовий стрімкий удар піхотного резерву на окрему групу ворожих лицарів часто вирішував хід бою. Піхота також допомагала лицарям спішитися чи пересісти на іншого коня під час бою, а також допомагала пораненим.

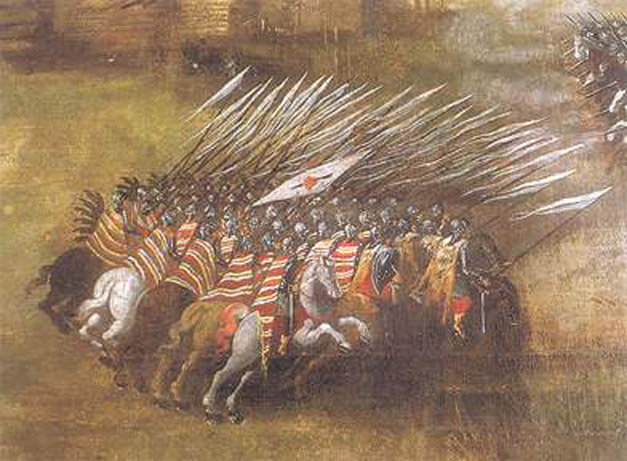
Польські гусарські лави в битві під Клушино, 1610. Картина Шимона Богушовича, 1620 р.

Особливо треба говорити про польсько-литовських гусарів. Крилаті гусари за кількасотлітню історію свого розвитку виробили багато тактичних прийомів. Ефективність крилатих гусарів була такою, що скоро сама поява поява цього роду війська на полі бою могла змінити розклад сил. Проте, основним із прийомів крилатих гусарів був не психологічний тиск на ворога, а раптовий наскок, відомий у польській традиції як ша́ржа (пол. szarża, аналог європейських фр. і англ. charge, італ. carica, нім. Angriffgefecht), що сама польська військова наука трактує як «заключна фаза раптового удару кінноти». Цей тактичний прийом, а саме навальний удар лансом — проломлював шикування піхоти і часто розривав це шикування, коли крилаті гусари проходили крізь стрій піхотинців. Це спричиняло, як правило, паніку і втечу піших підрозділів. Насправді цей маневр був широко відомим серед європейських лицарів у ранньому Середньовіччі — проте швидко почав зникати після появи швейцарської пікінерської піхоти через низьку свою ефективність проти щільного заслону із довгих піхотних пік, а важка кіннота почала відмовлятися від атак на щільні шикування піхоти. Шарж як тактичний прийом починався розбігом кінноти із повільної ходи і нещільного шикування (або з відсутності самого шикування). Потім, переходячи із ходи на клус, кавалерійське формування поступово набирає темп і змикає ряди при наближенні до ворога; а досягає формування свого найвищого темпу і найщільнішого формування безпосередньо перед власне шикуванням ворога; тоді лунала команда ротмістра: «Піки до бою!» (пол. Złóżcie kopie!) — гусари схиляли піки горизонтально на рівень кінської голови, і хоругва переходила в повний галоп. Слід наголосити, що цей прийом гусари могли застосовувати кілька разів підряд, аж поки стрій ворога не було прорвано (багата шляхта мала кілька возів запасних лансів і обладунків у обозі). Тактика шараху важко озброєними гусарами і кіньми з елементами броні була дуже ефективною протягом близько двох століть.
Гусари били ворога холодною зброєю, основною з яких були копіє (a гусарське копіє мало довжину від 4,5 до 6,2 метри і було легким і чудово збалансованим у горизонтальній площині), a також koncerz (кончар, ударний меч для коління), і szabla (шабля, вигнутий меч для рубання); також гусар мав один чи два заряджених пістолі (рідше — револьвер), а часто і карабін чи аркебузу, відому в Речі Посполитій як bandolet. Крилаті гусари брали з собою і іншу зброю, наприклад, nadziak або келеп — тип бойового молота чи бойової сокирки. Легше сідло турецького типу дозволяло використовувати більше обладунків і для вершника і для коня — не стомлюючи обох. Більше того, традиція конярства у Речі Посполитій зосереджувалася на вирощуванні таких коней, що були здатні швидко бігати і при цьому нести на собі велику вагу; при цьому коні мали здатність швидко відновлюватися від утоми. Селекціонери схрещували старі породи високих широкогрудих польських (вірніше, причорноморських литовсько-руських) порід зі степовими «татарськими» витривалими кіньми. У результаті, такі коні були здатні пробігати сотні кілометрів, при цьому нести вантаж у 100 кг і бути здатними на неодноразове виканання маневру шарах (тобто раптового прискорення на межі кінських можливостей. Окрім усього цього, на відміну від класичних лицарських дестріє, ці коні були дуже швидкими і маневреними. Це уможливлювало крилатим гусарам ставати до бою із будь-якою кавалерією чи піхотою світу — від західних важких кірасирів, до стрімких легконогих татарських вершників. Загально визнано крилатих гусарів наймогутнішою кавалерією у світі. У Битві при Любишові 1577-го року, Битві під Бичиною 1588-го року, у Битві під Кокенгаузеном 1601-го, під Кірхгольмом 1605-го, під Клушино 1610-го, під Хотином 1621-го, під Мартиновим 1624-го, під Трстено 1629-го, під Охматовим 1644-го, під Берестечком 1651-го, у винищенні московського війська у Битві при Полонці (1660), Чудновим 1660-го, Хотином 1673-го, Львовом 1675-го, у Віденській битві 1683-го і під Парканами 1683-го — усюди литовсько-польські гусари доводили свою виняткову значимість, часто проти ворогів, що чисельно переважали гусарів. Наприклад, у Битві під Клушино у ході Польсько-московської війни, московити і шведи чисельно переважали війська Речі Посполитої уп'ятеро, однак зазнали нищівної і ганебної поразки.

### Тактика важкої кавалерії з використанням метальної зброї

Загибель короля Густава II Адольфа 16 листопада 1632-го року, у Битві під Лютценом

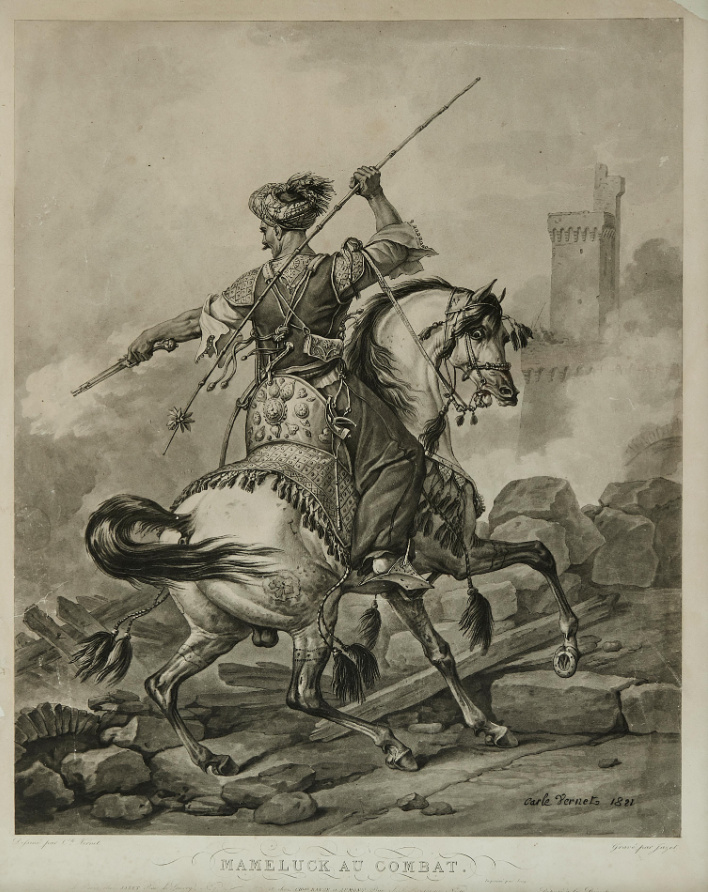
Османський мамелюк, 1810-й р.

Спроби поєднати метальну зброю і важку кавалерію робили здавна, зокрема греки і перси, споряджаючи своїх важких кіннотників дротиками і луками. Перед тим, як піхота мала ударити на ворога, його виснажували численними обстрілами метальною зброєю легкої кінноти і важких катафрактів Цю тактику перейняли і римляни, про що свідчить наявність згадки про підрозділи «закутих у броню кінних стрільців» (лат. equites sagittarii clibanarii у трактаті «Notitia Dignitatum»,, які «у спадок» перейшли у розпорядження візантійців..
Ворог, який міг раптово завдати удару і відійти, застосовуючи тактику партизанської війни, ставав серйозною проблемою для важкої кавалерії. Тому полководцю було необхідно мати достатньо легкої кавалерії, щоб підтримувати в бою важчі кінні підрозділи.
Як уже згадували, важку кінноту з лансами завжди підтримували підрозділи з метальною зброєю. Вони могли бути важко броньованими стрільцями, подібними до катафрактаріїв чи клібанаріїв із луками, і в бою рухалися слідом за важкою кавалерією, що наступає. Ця броньована стрілецька кіннота пускала стріли із самого початку наступу на ворога з метою максимально ослабити шикування супротивника і полегшення для важкої кавалерії таранного удару (шара́ху). Очевидно, це робили, пускаючи стріли поверх голів своєї важкої кавалерії (англ. shower shooting style). Оскільки ворог міг відстрілюватися, то кінні стрільці і отримали важке бронювання. Тут важко розрізнити легку і важку кінноту, очевидно важкі кінні стрільці спочатку були просто другою лінією для повторення таранного удару по ворогові. Схожу татику важких застрільщиків практикували у пізньосередньовічній Європі, застосовуючи куші. Набула поширення думка, що фронтальна атака важкої кавалерії стала неефективною проти формувань списоносців (чи пікінерів) у тісній зв'язці з арбалетниками чи стрільцями з довгого лука. Більшість кіннотників носили обладунки, які з близької відстані пробивали тогочасні арбалети. Це спонукало кавалеристів до винайдення нових способів ведення бою. Одним із таких була щільна формація лицарів і найманих вершників у вигляді трикутного клину: спереду шикувалися найтяжче броньовані лицарі (які могли собі дозволити купити обладунки на коня). Для посилення формування вершники в задніх рядах озброювалися невеликими цільнометалевими арбалетами. Ці верхові арбалетники могли виїжджати з задніх рядів наперед для застрільного бою чи підтримували залпом болтів свої атакуючі лави.
Пізніше з'явилося шикування, що складалося з аркебузирів, мушкетерів і пікінерів, які об'єдналися в шикування протистояли кавалерії, обстрілюючи її з пістолів чи карабінів. Кавалеристи відповіли тактикою караколь, винайденою в середині 16-го століття як спробу поєднати вогнепальну зброю з кавалерійською тактикою.

## Зноски
1. ↑  Bloch, Marc (1989). Feudal Society, Vol. 1. tr. L. A. Manyon. London: Routledge. с. 41.
2. ↑  History of the Wars, Books I and II (of 8) by Procopius — Project Gutenberg. Архів оригіналу за 24 вересня 2009. Процитовано 9 грудня 2014.
3. 1 2  History of Iran: Parthian Army. Архів оригіналу за 9 грудня 2017. Процитовано 9 грудня 2014.
4. ↑  Brzezinski, Richard and Velimir Vukšić, Polish Winged Hussar 1576—1775, (Osprey Publishing Ltd., 2006), 6.
5. ↑  Polish armies 1569—1696 -Richard Brzeziński
6. ↑  Notitia Dignitatum. Архів оригіналу за 8 листопада 2021. Процитовано 9 грудня 2014.
7. ↑  John Haldon. Warfare, State and Society in the Byzantine World, 565—1204. London: UCL Press, 1999. ISBN 1-85728-495-X
8. ↑  Архівована копія (PDF). Архів оригіналу (PDF) за 6 лютого 2007. Процитовано 9 грудня 2014.{{cite web}}:  Обслуговування CS1: Сторінки з текстом «archived copy» як значення параметру title (посилання)